# Dicranomyia muta
Dicranomyia muta là một loài ruồi trong họ Limoniidae. Chúng phân bố ở miền Australasia.